# Lijst van Namibische autosnelwegen

Wegnummer Namibische autosnelweg

Hieronder volgt een lijst van autosnelwegen (freeway) in Namibië. Freeways hebben het prefix A, en een okergeel wegnummer op een blauwe achtergrond.
- A1: autosnelweg van 75 kilometer tussen Windhoek en Okahandja. Nieuwe snelwegdelen naar Rehoboth gepland.  [1][2]
- A2 of Hifikepunye Pohamba Freeway: autosnelweg van 36 kilometer tussen Walvisbaai en Swakopmund.[3][4][5][6]
- A6 of Airport Freeway: autosnelweg van 40 kilometer in aanleg tussen Windhoek en Hosea Kutako International Airport. [7][8][9]